# Meeting International 2012
Meeting International 2012 – międzynarodowy mityng lekkoatletyczny, który odbył się 10 lipca 2012 w Sotteville-lès-Rouen. Zawody znalazły się w kalendarzu European Athletics Outdoor Premium Meetings w związku z czym należą do grona najważniejszych mityngów organizowanych w Europie pod egidę Europejskiego Stowarzyszenia Lekkoatletycznego.

## Rezultaty

### Mężczyźni
| Konkurencja:   | 1. miejsce      | Rezultat | 2. miejsce            | Rezultat | 3. miejsce         | Rezultat |
| Bieg na 100 m  | Kim Collins     | 10,11    | Marc Burns            | 10,27    | Calesio Newman     | 10,29    |
| Bieg na 400 m  | LaShawn Merritt | 45,51    | Calvin Smith          | 45,65    | Tabarie Henry      | 46,09    |
| Bieg na 800 m  | Leonel Manzano  | 1:46,79  | Maurys Surel Castillo | 1:47,09  | Lachlan Renshaw    | 1:47,10  |
| Bieg na 3000 m | John Kipkoech   | 7:48,17  | Cornelius Kangogo     | 7:48,28  | Jamal Hitrane      | 7:48,51  |
| Trójskok       | Alexis Copello  | 17,12    | Leevan Sands          | 17,08    | Arnie David Giralt | 16,83    |
| Pchnięcie kulą | Dale Stevenson  | 19,67    | Carlos Véliz          | 19,31    | Ladislav Prášil    | 19,24    |

### Kobiety
| Konkurencja:                  | 1. miejsce             | Rezultat | 2. miejsce         | Rezultat   | 3. miejsce           | Rezultat |
| Bieg na 200 m                 | LaVerne Jones-Ferrette | 22,67    | Charonda Williams  | 22,69      | Nelly Banco          | 22,98    |
| Bieg na 800 m                 | Tatiana Markelowa      | 2:01,07  | Yusneysi Santiusti | 2:01,36    | Swietłana Czerkasowa | 2:01,42  |
| Bieg na 3000 m z przeszkodami | Zemzem Ahmed           | 9:25,85  | Poļina Jeļizarova  | 9:32,71 NR | Switłana Szmidt      | 9:37,50  |
| Bieg na 100 m przez płotki    | LoLo Jones             | 12,74    | Kristi Castlin     | 12,82      | Christina Manning    | 12,87    |
| Bieg na 400 m przez płotki    | Ajoke Odumosu          | 54,75    | Vera Barbosa       | 55,83      | Yadisleidis Pedroso  | 55,87    |
| Skok o tyczce                 | Jelena Isinbajewa      | 4,75     | Holly Bleasdale    | 4,70       | Anna Rogowska        | 4,70     |
| Rzut oszczepem                | Wiktorija Sudaruszkina | 60,59    | Hanna Hatsko       | 58,42      | Séphora Bissoly      | 57,22    |

## Rekordy
Podczas mityngu ustanowiono 3 krajowe rekordy w kategorii seniorów:
| Zawodnik            | Reprezentacja | Konkurencja                        | Rezultat |
| ------------------- | ------------- | ---------------------------------- | -------- |
| Poļina Jeļizarova   | Łotwa         | bieg na 3000 metrów z przeszkodami | 9:32,71  |
| Beverly Ramos       | Portoryko     | bieg na 3000 metrów z przeszkodami | 9:39,33  |
| Eliane Sahalinirina | Madagaskar    | bieg na 3000 metrów z przeszkodami | 9:47,57  |